# Sybra bifuscoplagiata
Sybra bifuscoplagiata là một loài bọ cánh cứng trong họ Cerambycidae.